# Dicranoweisia fallax
Dicranoweisia fallax là một loài rêu trong họ Dicranaceae. Loài này được Herzog mô tả khoa học đầu tiên năm 1916.